# Serge Goyens de Heusch
Serge Goyens de Heusch, né en 1939 à Bruxelles, est un historien d'art belge, écrivain, conférencier, fondateur de la Fondation pour l'art belge contemporain.

## Biographie
Serge Goyens de Heusch est né en 1939 à Bruxelles.
Il est diplômé de l'Institut supérieur d'histoire de l'art et d'archéologie de Bruxelles et de l'université catholique de Louvain où il a enseigné l'art moderne. Il a soutenu en Sorbonne sa thèse de doctorat sur le fauvisme brabançon.
De 1970 à 1984, il dirige la galerie d'art contemporain "Armorial" à Bruxelles, organisant plus de cent quatre-vingt expositions, principalement d'artistes belges.
Il fut également directeur de la galerie "L' Art belge contemporain", qui a déjà rassemblé plus de 150 peintres belges.
À travers sa Fondation pour l'art belge contemporain,, fondée en 1981, ses expositions et ses nombreuses publications, il fut un des principaux promoteurs de l'art contemporain en Belgique durant « quarante-cinq années de passion et d'aventure artistique » et son influence sur la promotion, la connaissance et la découverte des artistes contemporains en Belgique peut être comparée à celle qu'a eu un Daniel-Henry Kahnweiler pour la France.
Sachant l'importance de la transmission du savoir par les livres, Serge Goyens de Heusch, lorsqu'il fut directeur de l'école des beaux-arts de Wavre, y a constitué une bibliothèque de référence de plus d'un millier d'ouvrages.

## La donation Serge Goyens de Heusch
Pendant trente ans il rassemble plus de deux mille œuvres.
En 1986, 2004, 2005 et 2008, Serge Goyens de Heusch a fait don au musée universitaire de Louvain-la-Neuve, de plusieurs centaines  d'œuvres (518 peintures, dessins, sculptures) constituant une grande partie des collections de ce musée. Cette donation est considérée comme un « moment-clef dans l'histoire du musée de Louvain-la-Neuve ».

## Reconnaissances
Serge Goyens de Heusch a été honoré en 1981 par un prix de la classe des Beaux-Arts de l'Académie royale de Belgique. Il reçoit en 1991 le prix littéraire du Conseil de la Communauté française. En 1999 son livre sur Gaston Bertrand est primé par le prix Arthur Mergelynck de l'Académie royale de Belgique.

## Quelques publications
- 7 arts, Bruxelles, 1922-1929 : un front de jeunesse pour la révolution artistique, Bruxelles : Ministère de la Culture française, 1976.
- L'abstraction en Belgique 1920-1930 1945-1960, [S.l.] : Editions Fondation pour l'Art Belge Contemporain, 1983.
- Het impressionisme en het fauvisme in België, woord vooraf door Philippe Roberts-Jones, Antwerpen : Mercatorfonds, 1988.
- Impressionnisme et fauvisme en Belgique, préface par Philippe Roberts-Jones, Anvers : Fonds Mercator - Paris : Albin Michel, 1988.
- Fondation pour l'art belge contemporain : aperçu d'une collection, Bruxelles : Fondation pour l'art belge contemporain, 1988.
- L'invitation au voyage : la musique aux XX et à La Libre Esthétique, Bruxelles : Fondation pour l'art belge contemporain, 1990.
- L'impressionnisme et le fauvisme en Belgique, : exposition : Ixelles, Musée d'Ixelles, 12 octobre-16 décembre 1990 : catalogue, Bruxelles : Musée d'Ixelles, 1990.
- Francis Bacon : un génie nietzschéen des profondeurs, Bruxelles : Fondation pour l'art belge contemporain, 1991.
- Médard Verburgh 1886- 1957 , Tielt : Ed. Lannoo, 1994 (400 p.) [1].
- André Willequet, conversation avec Serge Goyens de Heusch, Gerpinnes, Tandem, 1994.
- L'Art moderne : l'heure des bilans ?, Bruxelles : Fondation pour l'art belge contemporain, 1996.
- La Jeune Peinture belge 1945-1948 / De jonge Belgische schilderkunst 1945-1948, catalogue, exposition au Crédit Communal du 25 septembre au 22 novembre 1992, Bruxelles, éd. Crédit Communal, 1992 (en collaboration avec Michel Draguet et Philippe Roberts-Jones).
- « Le Surréalisme en Belgique », dans L'Art moderne en Belgique.
- Art belge au XXe siècle. Collection de la fondation pour l'art belge contemporain, préface de Philippe Roberts-Jones, Bruxelles : Racine, 2006.  (ISBN 2873864613 et 978-2873864613) [14]
- Gisèle Van Lange, conversation avec Serge Goyens de Heusch, Gerpinnes : Tandem, 2007.
- D'Alechinsky à Wolfs, anthologie chromatique, une sélection de la collection d'art de la Province du Brabant wallon, Wavre : Mardaga, 2012.
- Lismonde. Catalogue raisonné, Linkebeek, 2014 (avec CD rom).
- Lismonde portraitiste, Linkebeek, 2016.
- Lismonde et Philippe Roberts-Jones : cinquante ans d'amitié, Linkebeek, 2017.
- Lismonde et l'architecture, Linkebeek, 2018.
- Échanges. Lismonde et ses amis artistes. Jiri Anderle, Marguerite Antoine, André Blank, Zéphir Busine, Jean Coquelet, Gilbert Decocq, Paul Delvaux, Jean-Paul Laenen, LI CHI-Mao, Pol Mara, Giorgio Morandi, Paul Schrobiltgen, Léon van Dievoet, André Willequet, Paul Wunderlich, Linkebeek, 2021.
- Léon van Dievoet, architecte. La Maison Lismonde et autres paysages, Linkebeek, 2023.